# Val de Morgins
Das Val de Morgins ist ein Seitental des Val d’Illiez, in der Region Chablais im Kanton Wallis in der Schweiz. Durch das Tal fliesst der Bergbach Vièze de Morgins. Die einzige Siedlung im Tal ist das Feriendorf Morgins. Der Grossteil des Tals liegt auf dem Gebiet der Gemeinde Troistorrents. Nur den oberste Teil gehört zur Gemeinde Monthey.

## Geografie
Das Tal beginnt in den Höhen rund um den Pointe des Mossettes und den beiden Saumpässen Portes de l’Hiver und Portes du Soleil, welche ins Val d’Illiez führen. Letzterer stand dem französisch-schweizerischen Skigebiet Portes du Soleil Namenspate. Die beide Bergseen Lac Vert und Lac de Chésery liegen im Quellgebiet des Bergbaches Vièze de Morgins. Bei Troistorrents fällt das Tal steil ab und vereint sich mit dem Val d’Illiez. Der höchste Punkt des Tals ist der Pointe de Chésery.

## Verkehr
Durch das Tal führt die Strasse zum Pas de Morgins, welcher das Wallis mit dem Val d’Abondance im französischen Haute-Savoie verbindet.